# Серчинек
Серчинек (пол. Sierczynek, нім. Schierzighauland) — село в Польщі, у гміні Тшцель Мендзижецького повіту Любуського воєводства.
Населення — 235 осіб (2011).
У 1975-1998 роках село належало до Гожовського воєводства.

## Демографія
Демографічна структура станом на 31 березня 2011 року:
|          | Загалом | Допрацездатний вік | Працездатний вік | Постпрацездатний вік |
| -------- | ------- | ------------------ | ---------------- | -------------------- |
| Чоловіки | 132     | 25                 | 96               | 11                   |
| Жінки    | 103     | 20                 | 59               | 24                   |
| Разом    | 235     | 45                 | 155              | 35                   |